# Shacman
Shaanxi Automobile Group Co., Ltd. est un fabricant chinois d'autobus et de camions dont le siège est à Xi'an, Shaanxi, en Chine.

## Entreprise
Il emploie environ 23 000 employés. Elle fabrique des camions moyens et lourds (tous deux de marque Shacman), des châssis d'autobus et des essieux de camions lourds. Il utilise les technologies Magna Steyr et MAN SE. Ses châssis de bus sont vendus sous la marque Eurostar Bus.

Shaanxi Automobile Group Co. Ltd a conclu une coentreprise avec Rawal Industrial Equipment (Pvt) Ltd, Pakistan pour fabriquer des camions et des moteurs de premier ordre localement.

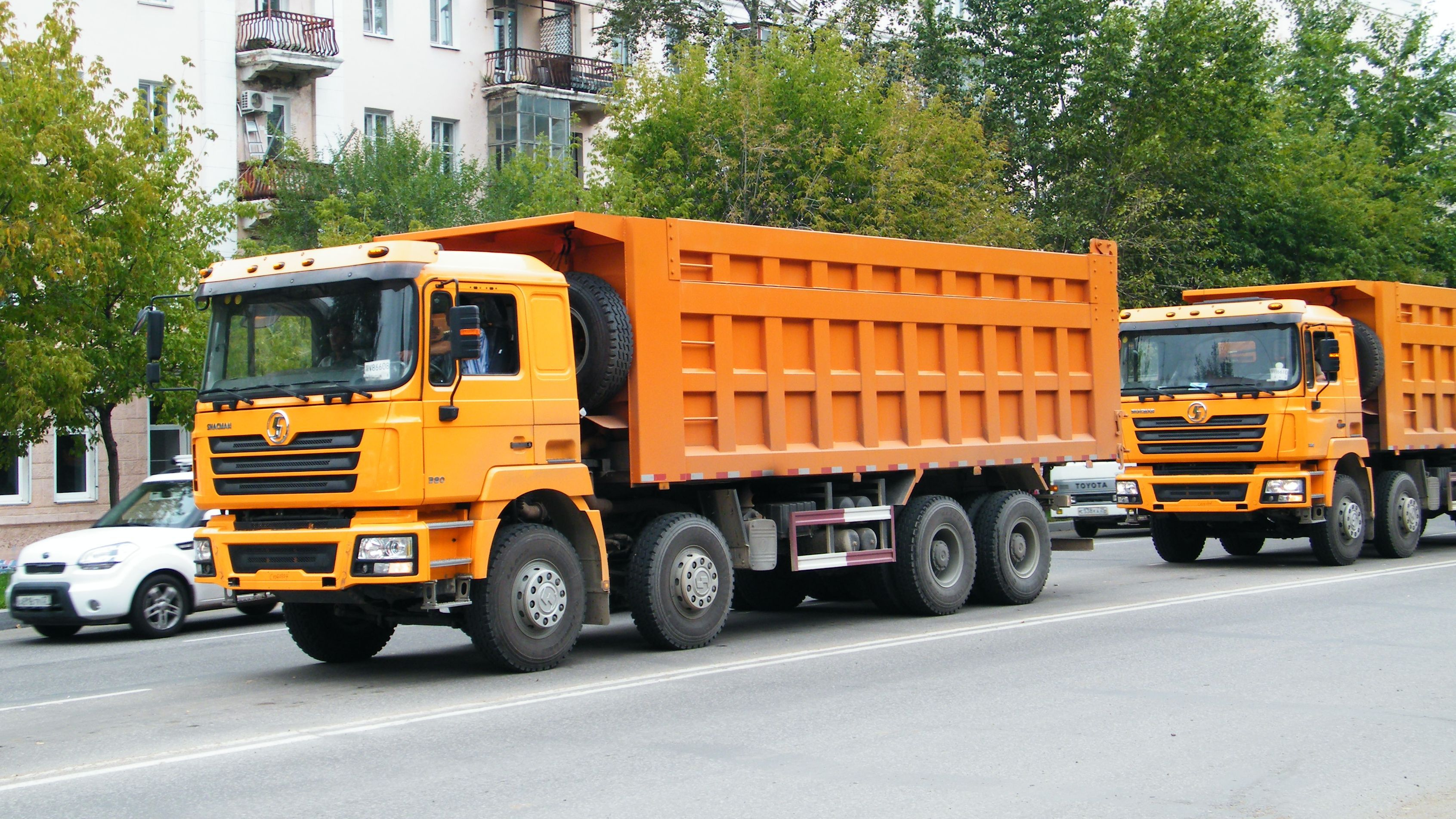
Un véhicule Shacman
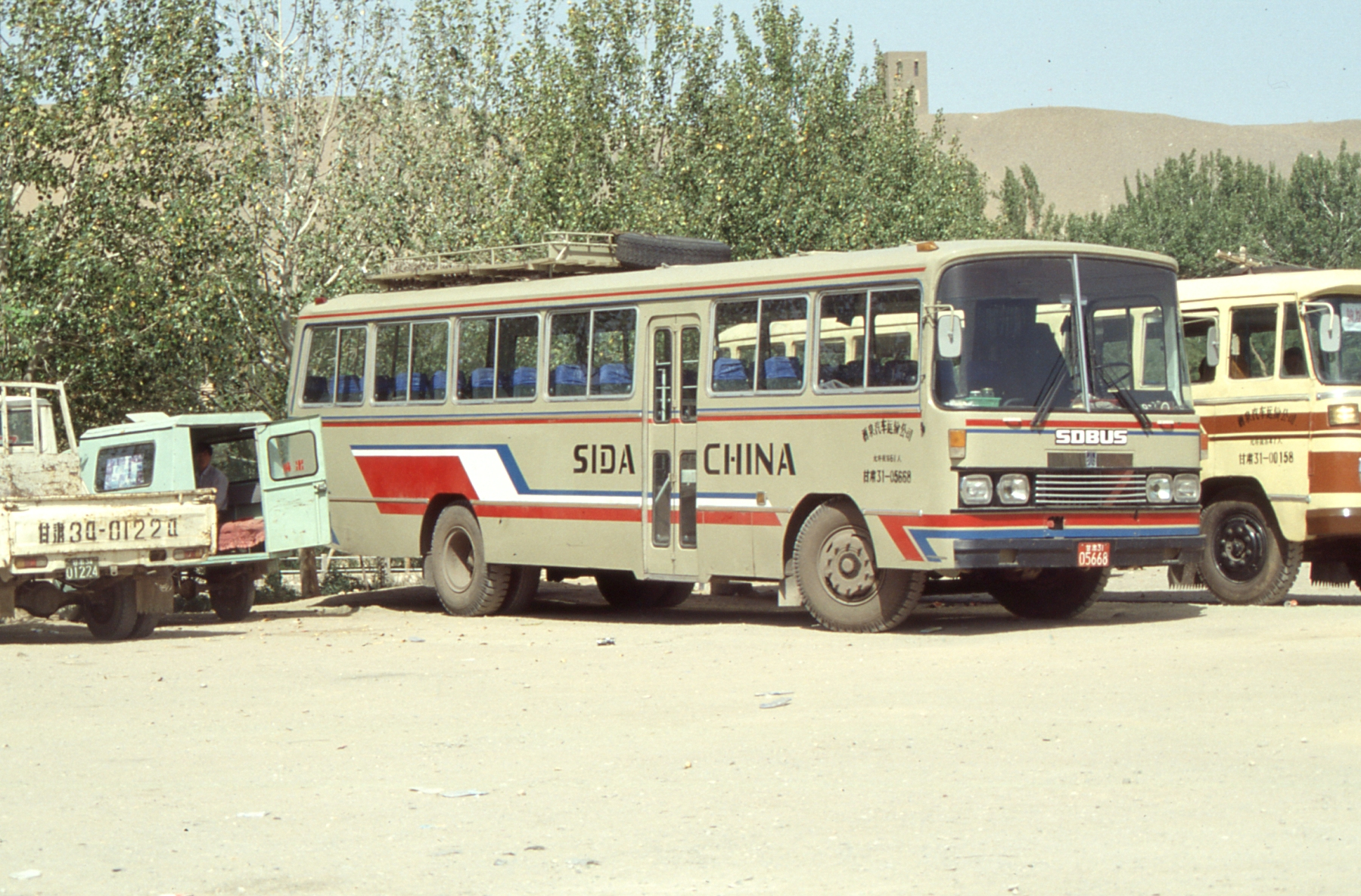
Sida SX680 utilisant un châssis Shaanxi
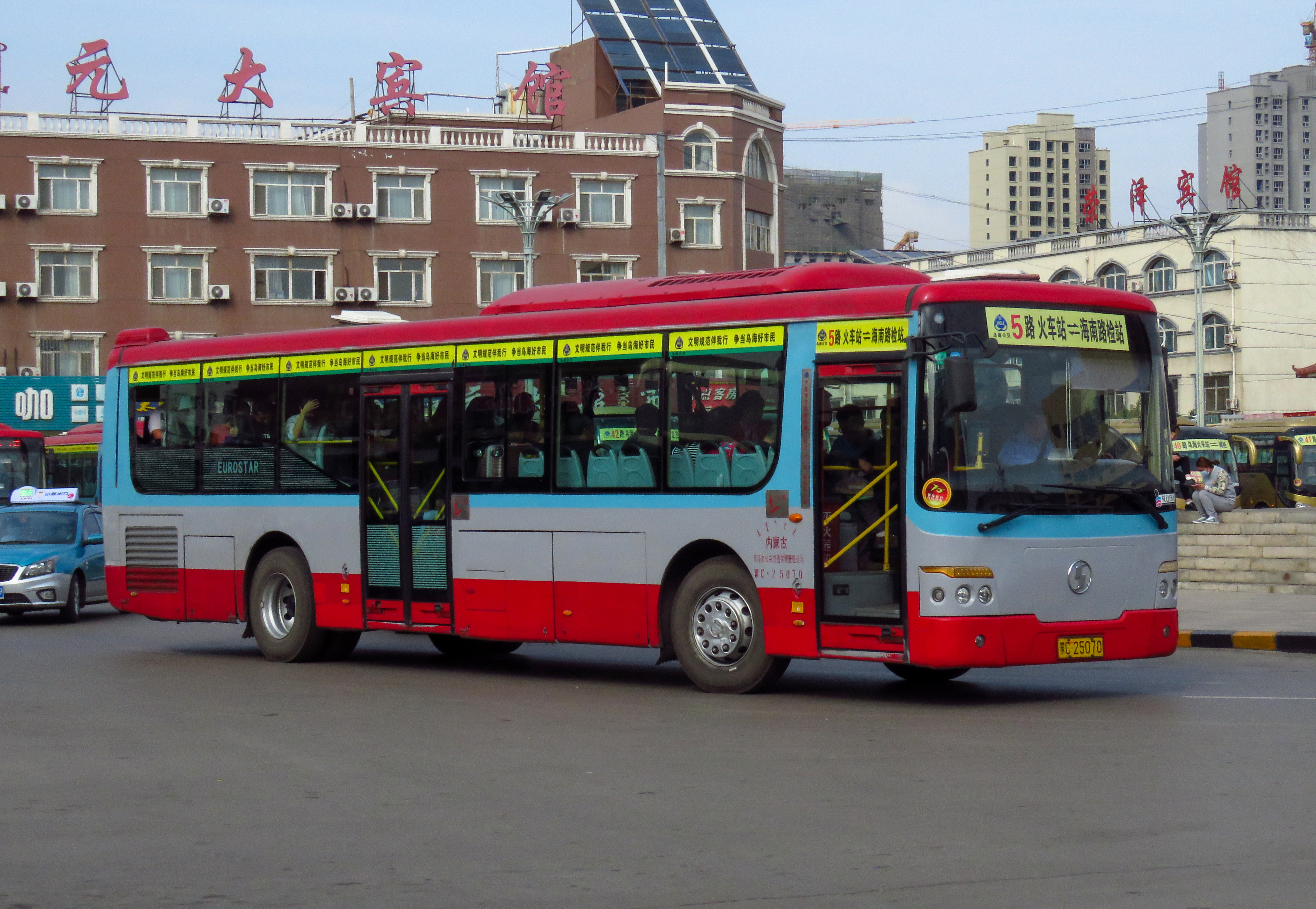
Un bus Eurostar du Shaanxi à Wuhai, Mongolie intérieure

## Produits

### Véhicules lourds

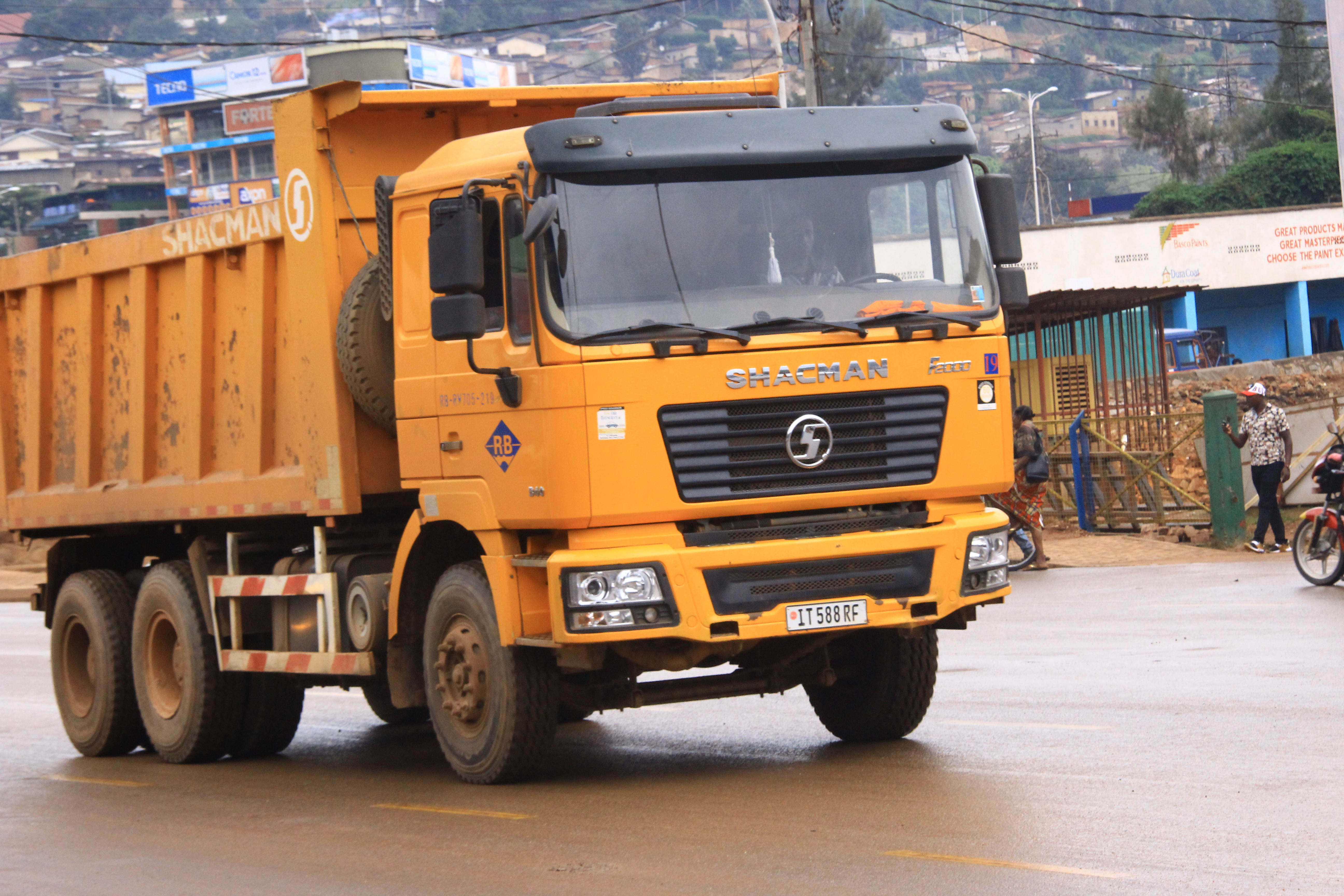
Camion F2000 au Rwanda

- X3000
- M3000
- F3000
- F2000

### Véhicules utilitaires légers
Les produits pour véhicules utilitaires légers de Shaanxi Automobile Group sont des véhicules utilitaires légers électriques vendus sous la marque Shaanxi Tongjia.
- Shaanxi Tongjia Dianniu No.2
- Shaanxi Tongjia Dianniu No.3
- Shaanxi Tongjia Dianniu 3F

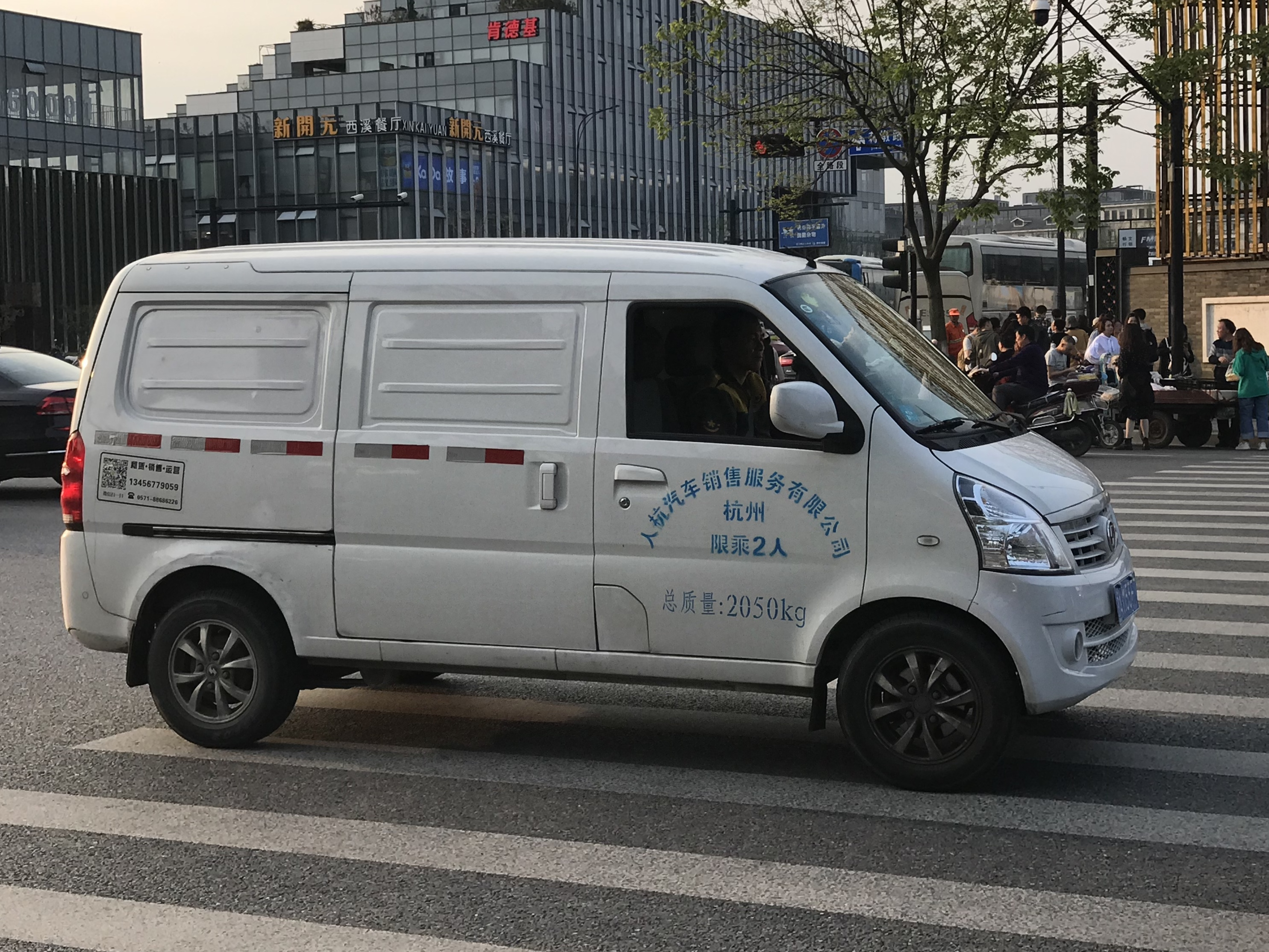
Un Shaanxi Tongjia Fujia (Dianniu n ° 2)